# Йошта
Йо́шта (нем. Josta, от Johannisbeere — смородина и Stachelbeere — крыжовник) — гибрид чёрной смородины, крыжовника растопыренного и крыжовника обыкновенного: Ribes × nidigrolaria = Ribes nigrum × Ribes divaricatum × Ribes uva-crispa.
Растение выведено в 1970-х годах в ФРГ селекционером Рудольфом Бауэром.

## История происхождения
Йошта — результат многолетней работы нескольких поколений селекционеров, работавших над скрещиванием чёрной смородины и крыжовника. Учёные пытались улучшить смородину по следующим параметрам: увеличить размеры ягод и урожайность, а также привить устойчивость к почковому клещу и махровости. При этом было желательно при скрещивании избавиться от колючек крыжовника.
Первые опыты были предприняты ещё И. В. Мичуриным, разработавшим теорию скрещивания отдалённых форм растений, в частности — смородины и крыжовника. Но сотни попыток селекционеров разных стран не приводили к успеху: гибриды либо получались нежизнеспособными, либо бесплодными.
Наиболее продвинулись в скрещивании смородины и крыжовника германские специалисты из института имени Макса Планка. Сорок лет они вели работу по отдалённой гибридизации, и, наконец, в 1970-х годах были получены первые результаты. По некоторым данным, плодоносящие гибриды были получены благодаря применению методов радиационного и химического воздействия.
К 1989 году йошта была полностью готова к промышленному использованию.
В Россию (СССР) гибрид был завезён в начале 1980-х годов, культивируется садоводами с 1986 года.
В начале XXI века известны и другие гибриды крыжовника и чёрной смородины: гибрид Т. С. Звягиной (СССР), крондаль (США), крома (Швеция), рике (Венгрия). Все они имеют много общего, но значительно различаются по форме куста, размеру, массе и вкусу ягод, а также зимостойкости и урожайности.
Так, например, американский гибрид, названный по имени учёного Крондаля, внешне больше похож на крыжовник, с такими же листьями и формой куста; при этом ягоды чёрные, как у смородины, и с похожим вкусом. Шведская крома получена скрещиванием крыжовника со смородиной сорта 'Карельская'; это быстрорастущий, очень урожайный гибрид с ветками толстыми, как у настоящего дерева. Плоды в первой половине лета напоминают по вкусу крыжовник, во второй — смородину.

## Биологическое описание
Йошта — многолетний ягодный кустарник. Кусты мощные, раскидистые. Быстро разрастаются, образуя побеги высотой 1,5 м и более. В отличие от крыжовника, не имеют шипов. В среднем плодоносящий куст состоит из 15—20 крупных ветвей разного возраста. Диаметр кроны около 1,5—2 м. Корневая система залегает на глубине 30—40 см.
Листья тёмно-зелёные, большие и блестящие, без ярко выраженного смородинного аромата. Осенью опадают поздно.
Цветки крупные и яркие.
Ягоды чёрного цвета с фиолетовым отливом. Обычно собраны в кисть по 3—5 штук. Их отличает плотная кожица, а размером и формой они похожи на вишню. По вкусу кисло-сладкие, с приятным мускатным привкусом. Средняя масса плода около 3 г, хотя отдельные ягоды могут достигать и 5 г. При полном созревании не осыпаются.
Особенность растения — устойчивость к некоторым болезням и вредителям. Устойчиво к зимним морозам. Продолжительность жизни около 20—30 лет.
Йошта широко распространена в Западной Европе.

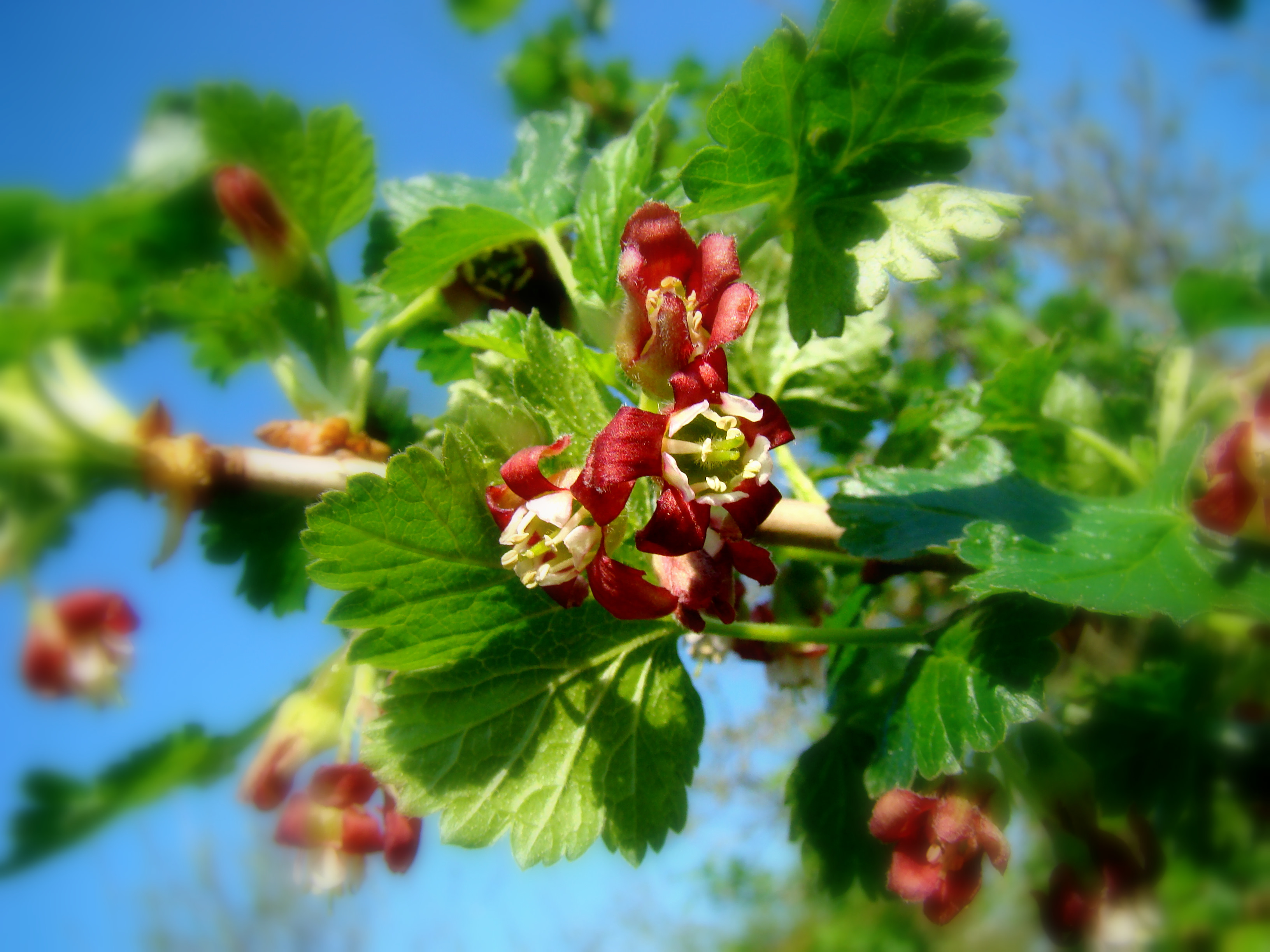
Цветонос
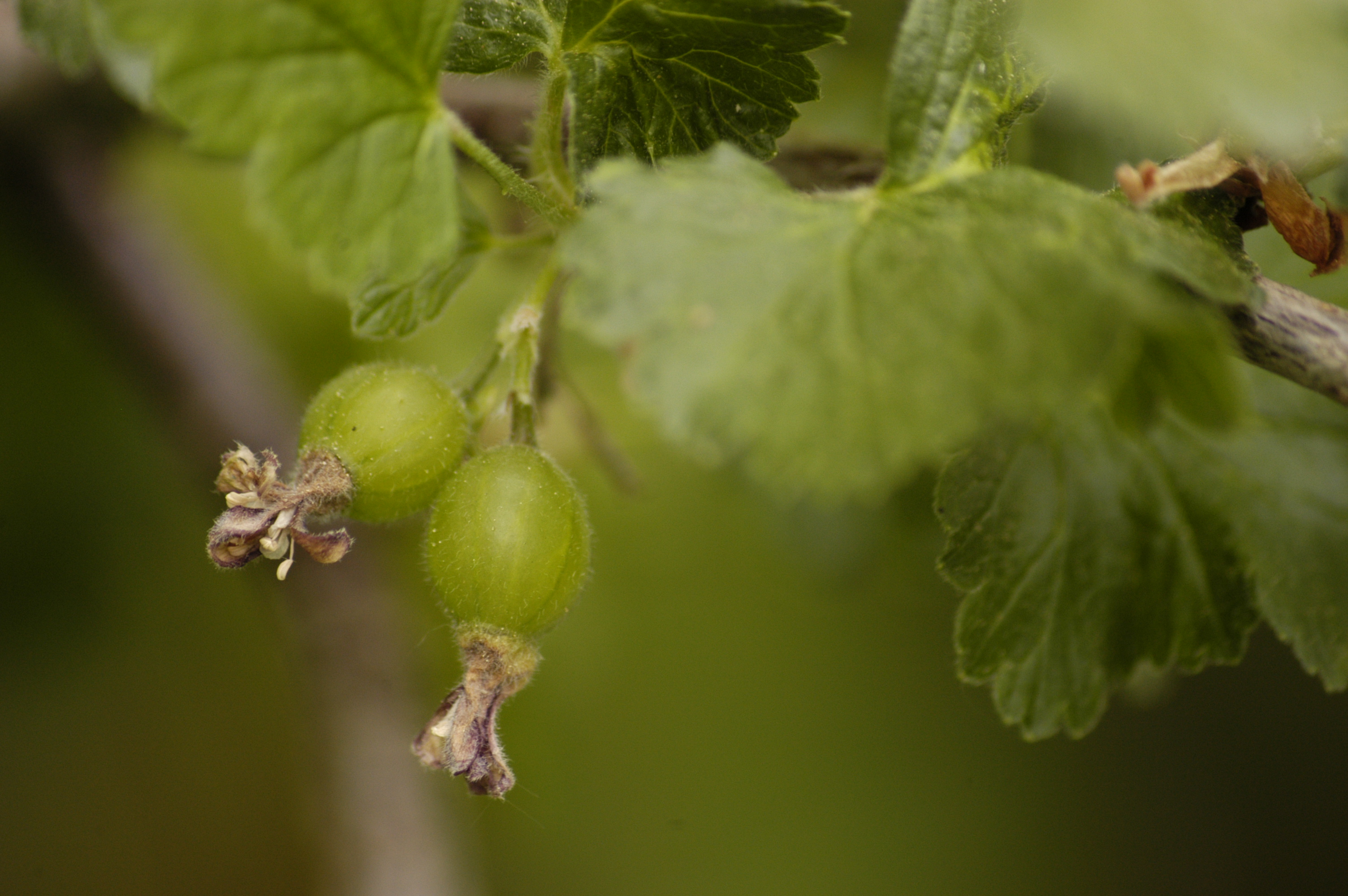
Зелёные ягоды
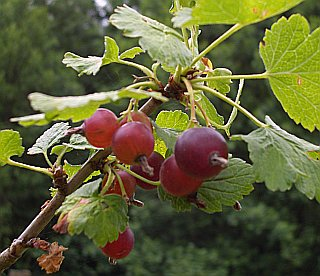
Полуспелые ягоды
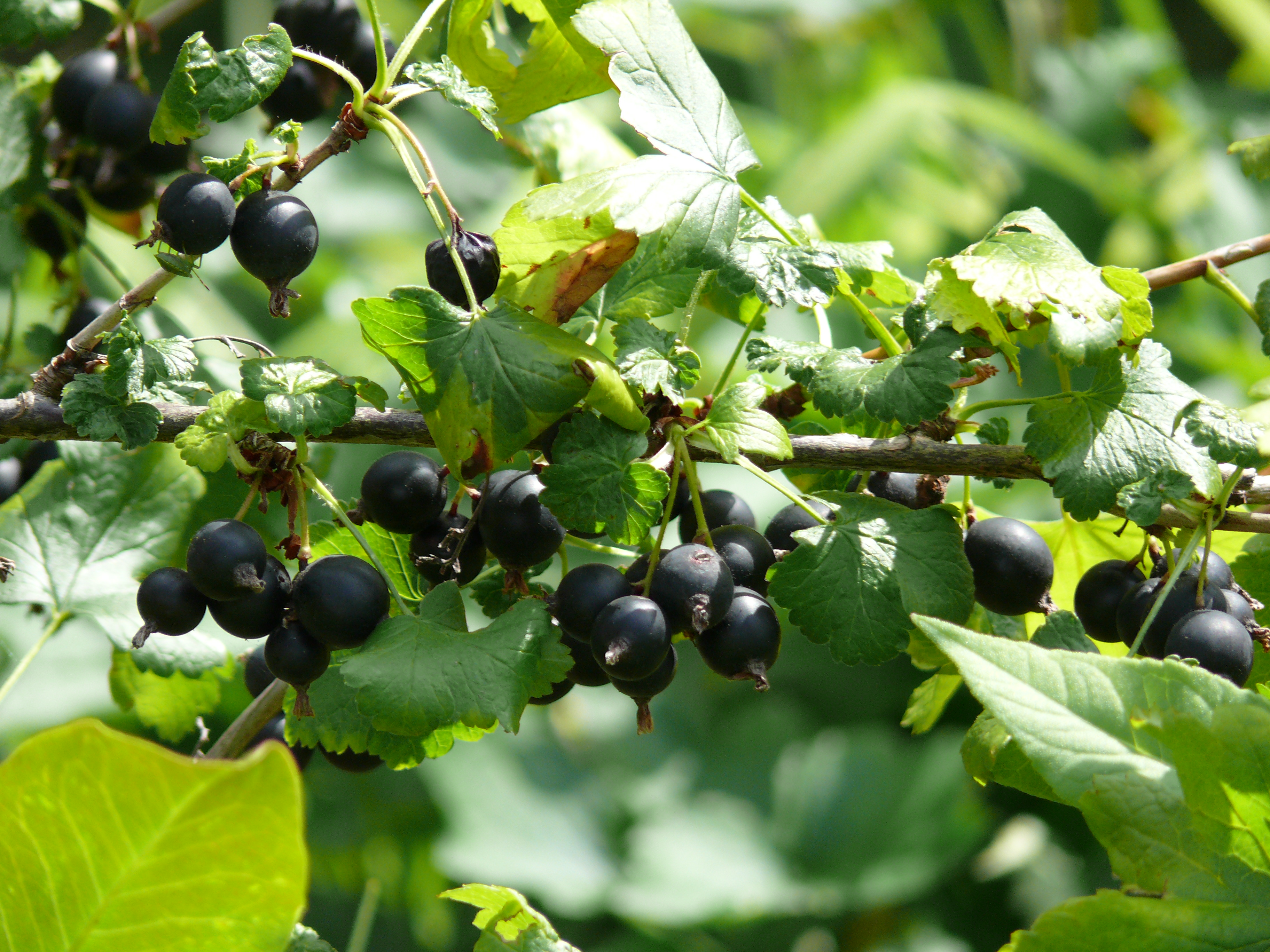
Спелые ягоды

## Сорта йошты
- ЕМБ — устойчивый к болезням и насекомым, высокорослый — до 1,8 м высотой — сорт британской селекции, унаследовавший в большей степени характеристики крыжовника. Цветение йошты этого сорта длится около 2 недель, плодоношение обильное, ягоды весом до 5 гр отличного вкуса спеют около двух месяцев;
- Крона — шведский сорт, средней урожайности, ягоды которого не отличаются крупными размерами, зато они после созревания не опадают, а долго держатся на кусте. Этот сорт часто используют для живой изгороди и для озеленения;
- Рекст — морозостойкий, урожайный российский сорт с не очень крупными ягодами весом до 3 гр отличных вкусовых качеств;
- Йохини — высокопродуктивный сорт, достигающий в росте 2 м, с очень сладкими ягодами, которые по вкусу мало похожи как на крыжовник, так и на смородину;
- Моро — растение, достигающее в высоту 2,5 м, с темными, почти черными плодами размером с вишню, с фиолетовым налетом и сильным мускатным ароматом. Йошта Моро относится к новым, так называемым колоновидным сортам — компактным, но высокорослым.

## Выращивание и агротехника
Йошту в основном высаживают в качестве декоративного растения. Для декоративной изгороди растения высаживаются на расстоянии 35—45 см друг от друга (в составе смешанных бордюров 0,7—2 м от других особей). Одиночным кустам желательно придавать форму.
Для получения стабильного урожая растение высаживают на открытый, хорошо освещённый участок. Почва должна быть рыхлой, богатой органическими веществами, калием, хорошо увлажнена.
Высаживают йошту весной или ранней осенью (по некоторым данным, в конце августа — начале сентября). Подкармливают теми же удобрениями, что и крыжовник и смородину. Куст практически не требует обрезки, устойчив к болезням и перепадам температуры.
Растёт йошта очень быстро и начинает плодоносить уже на второй—третий год. Урожай в среднем 7—10 кг ягод с одного куста.
Размножается йошта одревесневшими черенками и корневыми отпрысками.

## Использование

### В медицине
Содержание витамина C в йоште ниже, чем у смородины, но в 2—4 раза выше, чем у крыжовника (в среднем 90—100 мг на 100 г ягод). Кроме того, йошта в большом количестве содержит витамин P и антоцианы. Плоды обладают высокими лечебными свойствами — повышают уровень гемоглобина в крови, способствуют ускорению обменных процессов, а также применяются при лечении желудочно-кишечных заболеваний.

### В домашнем хозяйстве
Ягоды созревают в течение 2—3 недель. Собранные в небольшие кисти, они поспевают в разное время. Перерабатывать рекомендуется в конце июля, когда плоды достигают биологической зрелости. Соотношение сахара и кислотности в созревших плодах в среднем на 0,8 выше, чем у смородины, и на 0,3 выше, чем у крыжовника.
Ягоды йошты можно употреблять как в свежем, так и в переработанном виде.
На варенье рекомендуется брать полузрелые ягоды (они не развариваются, сохраняя форму).
Созревшие плоды замораживают, изготавливают из них соки, морсы, компоты, джем, повидло, желе, конфитюры. Данные продукты готовят так же, как из обычной смородины.